# تردد فائق الارتفاع

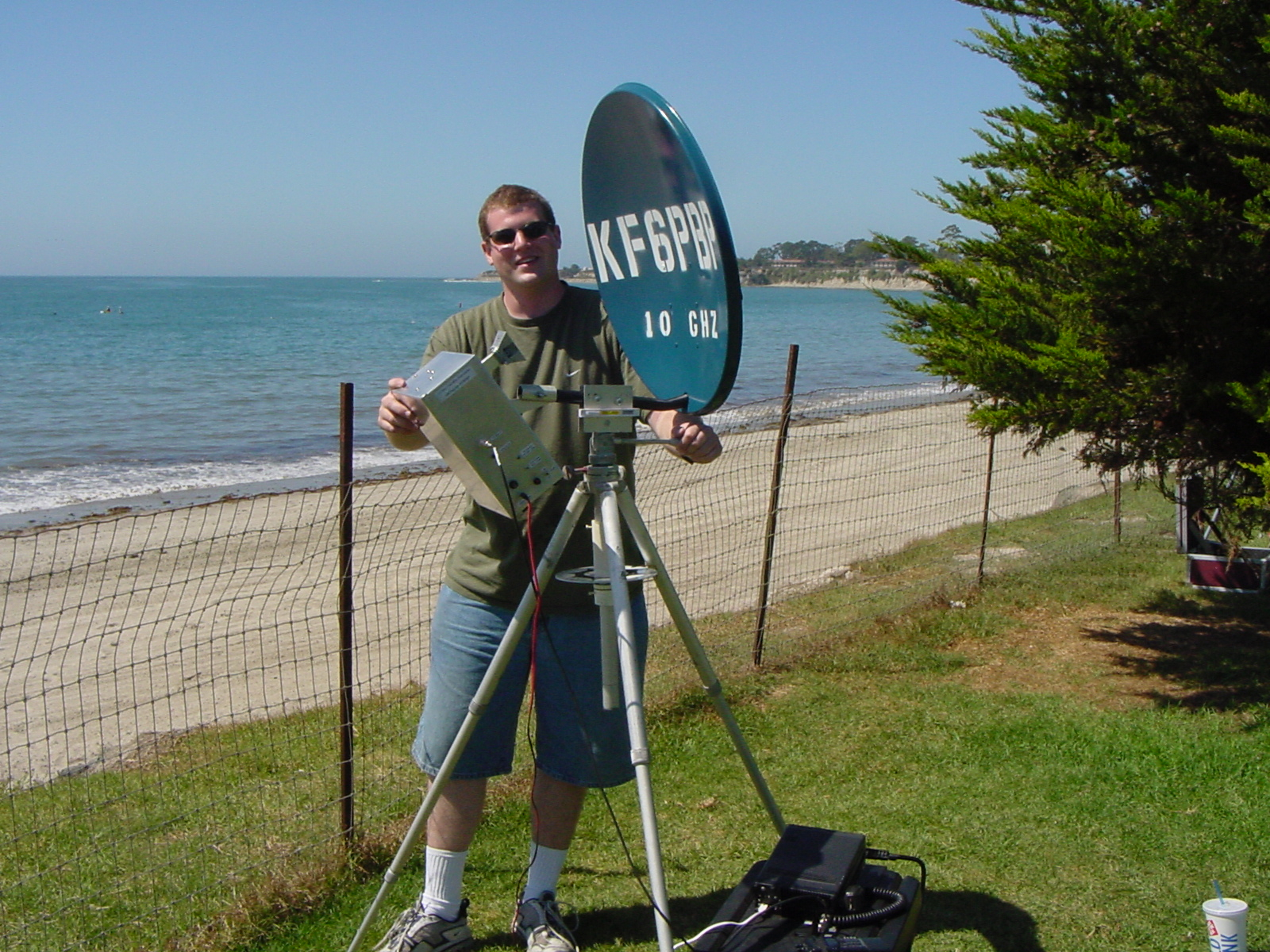

التردد فائق الارتفاع (بالإنجليزية: Super high frequency )‏ اختصاراً SHF، هي مجموعة ترددات الراديو ذات ترددات بين 3 غيغاهرتز إلى 30 غيغاهرتز، والتي تتميز بطول أمواج يتراوح ما بين 1 سم و10 سم، لذلك تسمى بالموجات السنتيمترية.
تسمى الترددات ذات التردد أقل من التردد فائق العلو بالترددات فوق العالية.أما الترددات الأكبر فتسمى ترددات فائقة العلو.
من أجل جميع حزم الترددات انظر موجات الراديو وترددات الطيف الكهرومغناطيسي

## استخدامات
تستخدم الترددات ما فوق العالية في ميدان الاتصالات اللاسلكية لعمل شبكات لاسكلية محلية التي تعمل بتقنية الواي-فاي (WIFI)، كما تعتمد عليها تقنية أفران الميكروويف، وتعمل أغلب الرادارات الحديثة في مجال الترددات ما فوق العالية.